# Eleições autárquicas de 2013 em Coimbra
As eleições autárquicas de 2013 serviram para eleger os membros dos órgãos do poder local no Concelho de Coimbra.
Os resultados deram a vitória ao Partido Socialista, e, ao seu candidato Manuel Machado, presidente entre 1989 e 2001, que, com 35,51% dos votos reconquistou a câmara, doze anos depois, ao Partido Social Democrata.

## Listas e Candidatos
| Lista | Lista                                 | Candidato              |
| ----- | ------------------------------------- | ---------------------- |
|       | Partido Socialista                    | Manuel Machado         |
|       | PSD-PPM-MPT                           | João Barbosa de Melo   |
|       | Coligação Democrática Unitária        | Francisco Queirós      |
|       | Cidadãos por Coimbra                  | José Ferreira da Silva |
|       | CDS – Partido Popular                 | Luís Providência       |
|       | Partido pelos Animais e pela Natureza | Jorge Guerreiro        |
|       | PCTP/MRPP                             | Rui Cruz               |

## Sondagens
| Data       | Fonte       | PSD-PPM-MPT | PSD-PPM-MPT | PS   | PS  | PCP-PEV | PCP-PEV | CPC | CPC | CDS | CDS | Outros | Outros | Vantagem |
| 29-09-2013 | Autárquicas | 29,7        | 4           | 35,5 | 5   | 11,1    | 1       | 9,3 | 1   | 3,9 | 0   | 10,5   | 0      | 5,8      |
| 18-09-2013 | [ 3 ]       | 32,6        | 4/5         | 36,2 | 5   | 11,0    | 1       | 7,6 | 1   | 6,8 | 0/1 | 5,8    | 0      | 3,6      |
| 09-08-2013 | [ 4 ]       | 34,1        | 4/5         | 34,8 | 4/5 | 12,5    | 1       | 8,5 | 1   | 6,3 | 0/1 | 3,8    | 0      | 0,7      |
| 11-10-2009 | Autárquicas | 41,6        | 6           | 34,6 | 4   | 9,8     | 1       |     |     | PSD | PSD | 14,1   | 0      | 7,0      |

## Tabela de resultados
Os resultados para os órgãos do poder local no Concelho de Coimbra foram os seguintes:

### Câmara Municipal e Vereadores
| Partido                 | Partido                               | Votos   | %               | +/-  | Vereadores | +/-     |
| ----------------------- | ------------------------------------- | ------- | --------------- | ---- | ---------- | ------- |
|                         | Partido Socialista                    | 22 631  | 35,51 / 100,00  | 0,96 | 5 / 11     | 1       |
|                         | PSD-PPM-MPT                           | 18 946  | 29,73 / 100,00  | Novo | 4 / 11     | Novo    |
|                         | Coligação Democrática Unitária        | 7 078   | 11,11 / 100,00  | 1,31 | 1 / 11     | Estável |
|                         | Cidadãos por Coimbra                  | 5 906   | 9,27 / 100,00   | Novo | 1 / 11     | Novo    |
|                         | CDS – Partido Popular                 | 2 492   | 3,91 / 100,00   | -    | 0 / 11     | -       |
|                         | Partido pelos Animais e pela Natureza | 925     | 1,45 / 100,00   | Novo | 0 / 11     | Novo    |
|                         | PCTP/MRPP                             | 528     | 0,83 / 100,00   | -    | 0 / 11     | -       |
| Votos Inválidos         | Votos Inválidos                       | 5 228   | 8,20 / 100,00   | 4,66 |            |         |
| Total                   | Total                                 | 63 734  | 100,00 / 100,00 |      | 11 / 11    |         |
| Eleitorado/Participação | Eleitorado/Participação               | 129 060 | 49,38 / 100,00  | 5,90 |            |         |

### Assembleia Municipal
| Partido                 | Partido                        | Votos   | %               | +/-  | Deputados | +/-  |
| ----------------------- | ------------------------------ | ------- | --------------- | ---- | --------- | ---- |
|                         | Partido Socialista             | 21 557  | 33,82 / 100,00  | 0,15 | 14 / 33   | 1    |
|                         | PSD-PPM-MPT                    | 17 812  | 27,95 / 100,00  | Novo | 10 / 33   | Novo |
|                         | Coligação Democrática Unitária | 8 878   | 13,93 / 100,00  | 2,50 | 5 / 33    | 1    |
|                         | Cidadãos por Coimbra           | 6 971   | 10,94 / 100,00  | Novo | 4 / 33    | Novo |
|                         | CDS – Partido Popular          | 2 676   | 4,20 / 100,00   | -    | 1 / 33    | -    |
| Votos Inválidos         | Votos Inválidos                | 5 842   | 9,17 / 100,00   | 5,52 |           |      |
| Total                   | Total                          | 63 736  | 100,00 / 100,00 |      | 33 / 33   |      |
| Eleitorado/Participação | Eleitorado/Participação        | 129 060 | 49,38 / 100,00  | 5,82 |           |      |

### Assembleias de Freguesia
| Partido                 | Partido                        | Votos   | %               | +/-   | Presidentes | Mandatos  | +/-  |
| ----------------------- | ------------------------------ | ------- | --------------- | ----- | ----------- | --------- | ---- |
|                         | Partido Socialista             | 19 869  | 31,14 / 100,00  | 2,07  | 9 / 18      | 77 / 188  | 39   |
|                         | PSD-PPM-MPT                    | 18 677  | 29,27 / 100,00  | Novo  | 5 / 18      | 59 / 188  | Novo |
|                         | Coligação Democrática Unitária | 10 279  | 16,11 / 100,00  | 0,57  | 3 / 18      | 37 / 188  | 12   |
|                         | Grupo de Cidadãos              | 7 255   | 11,37 / 100,00  | 10,97 | 1 / 18      | 14 / 188  | 13   |
|                         | CDS – Partido Popular          | 2 473   | 3,88 / 100,00   | -     | 0 / 18      | 1 / 188   | -    |
| Votos Inválidos         | Votos Inválidos                | 5 257   | 8,24 / 100,00   | 4,32  |             |           |      |
| Total                   | Total                          | 63 810  | 100,00 / 100,00 |       | 18 / 18     | 188 / 188 | 113  |
| Eleitorado/Participação | Eleitorado/Participação        | 129 060 | 49,44 / 100,00  | 5,82  |             |           |      |

## Resultados por Freguesia

### Câmara Municipal
| Freguesia                                      | %     | %             | %     | %     | %    | %    | %    | Votantes |
| Freguesia                                      | PS    | PSD -PPM -MPT | CDU   | CPC   | CDS  | PAN  | PCTP | Votantes |
| ---------------------------------------------- | ----- | ------------- | ----- | ----- | ---- | ---- | ---- | -------- |
| Almalaguês                                     | 38,39 | 28,03         | 13,04 | 8,23  | 3,48 | 0,94 | 1,20 | 1 495    |
| Antuzede e Vil de Matos                        | 54,30 | 20,01         | 9,01  | 4,14  | 1,60 | 1,33 | 0,67 | 1 499    |
| Assafarge e Antanhol                           | 34,91 | 32,69         | 9,30  | 7,33  | 4,20 | 1,56 | 0,91 | 2 429    |
| Brasfemes                                      | 45,86 | 21,74         | 9,90  | 5,38  | 4,84 | 1,29 | 0,43 | 929      |
| Ceira                                          | 36,68 | 33,41         | 9,42  | 4,23  | 5,64 | 1,19 | 1,02 | 1 772    |
| Cernache                                       | 35,45 | 24,99         | 19,10 | 5,74  | 3,86 | 1,42 | 1,52 | 1 969    |
| Eiras e São Paulo de Frades                    | 35,83 | 25,57         | 12,62 | 9,90  | 4,28 | 1,58 | 1,02 | 6 941    |
| Santa Clara e Castelo Viegas                   | 32,86 | 29,19         | 10,77 | 11,23 | 3,64 | 1,65 | 0,74 | 4 967    |
| Santo António dos Olivais                      | 28,66 | 33,15         | 9,74  | 13,07 | 4,53 | 1,68 | 0,53 | 16 741   |
| São João do Campo                              | 44,38 | 17,59         | 23,82 | 3,17  | 2,15 | 1,12 | 2,35 | 978      |
| São Martinho de Árvore e Lamarosa              | 44,69 | 38,01         | 6,63  | 2,11  | 1,70 | 0,82 | 0,65 | 1 705    |
| São Martinho do Bispo e Ribeira de Frades      | 42,42 | 25,55         | 9,45  | 9,31  | 2,79 | 1,50 | 0,79 | 6 813    |
| São Silvestre                                  | 51,07 | 26,58         | 9,73  | 2,89  | 1,74 | 0,74 | 0,27 | 1 490    |
| Sé Nova, Santa Cruz, Almedina e São Bartolomeu | 28,34 | 34,35         | 11,37 | 11,65 | 5,51 | 1,42 | 0,63 | 6 059    |
| Souselas e Botão                               | 36,98 | 34,59         | 10,74 | 5,17  | 2,60 | 1,45 | 1,12 | 2 420    |
| Taveiro, Ameal e Arzila                        | 40,79 | 22,12         | 16,32 | 6,39  | 3,10 | 1,51 | 1,71 | 2 518    |
| Torres do Mondego                              | 51,63 | 21,87         | 13,64 | 2,83  | 2,32 | 0,77 | 1,29 | 1 166    |
| Trouxemil e Torre de Vilela                    | 33,42 | 37,22         | 10,36 | 6,13  | 4,29 | 0,71 | 0,81 | 1 843    |
| Coimbra                                        | 35,51 | 29,73         | 11,11 | 9,27  | 3,91 | 1,45 | 0,83 | 63 734   |

#### Almalaguês
| Partido                 | Partido                               | Votos | %               | +/-  |
| ----------------------- | ------------------------------------- | ----- | --------------- | ---- |
|                         | Partido Socialista                    | 574   | 38,39 / 100,00  | 5,30 |
|                         | PSD-PPM-MPT                           | 419   | 28,03 / 100,00  | Novo |
|                         | Coligação Democrática Unitária        | 195   | 13,04 / 100,00  | 3,40 |
|                         | Cidadãos por Coimbra                  | 123   | 8,23 / 100,00   | Novo |
|                         | CDS – Partido Popular                 | 52    | 3,48 / 100,00   | -    |
|                         | PCTP/MRPP                             | 18    | 1,20 / 100,00   | -    |
|                         | Partido pelos Animais e pela Natureza | 14    | 0,94 / 100,00   | Novo |
| Votos Inválidos         | Votos Inválidos                       | 100   | 6,48 / 100,00   | 3,11 |
| Total                   | Total                                 | 1 495 | 100,00 / 100,00 |      |
| Eleitorado/Participação | Eleitorado/Participação               | 2 818 | 53,05 / 100,00  | 5,78 |

#### Antuzede e Vil de Matos
| Partido                 | Partido                               | Votos | %               | +/-  |
| ----------------------- | ------------------------------------- | ----- | --------------- | ---- |
|                         | Partido Socialista                    | 814   | 54,30 / 100,00  | 7,50 |
|                         | PSD-PPM-MPT                           | 300   | 20,01 / 100,00  | Novo |
|                         | Coligação Democrática Unitária        | 135   | 9,01 / 100,00   | 1,99 |
|                         | Cidadãos por Coimbra                  | 62    | 4,14 / 100,00   | Novo |
|                         | CDS – Partido Popular                 | 24    | 1,60 / 100,00   | -    |
|                         | Partido pelos Animais e pela Natureza | 20    | 1,33 / 100,00   | Novo |
|                         | PCTP/MRPP                             | 10    | 0,67 / 100,00   | -    |
| Votos Inválidos         | Votos Inválidos                       | 134   | 8,94 / 100,00   | 4,69 |
| Total                   | Total                                 | 1 499 | 100,00 / 100,00 |      |
| Eleitorado/Participação | Eleitorado/Participação               | 2 814 | 53,27 / 100,00  | 7,24 |

#### Assafarge e Antanhol
| Partido                 | Partido                               | Votos | %               | +/-  |
| ----------------------- | ------------------------------------- | ----- | --------------- | ---- |
|                         | Partido Socialista                    | 848   | 34,91 / 100,00  | 1,35 |
|                         | PSD-PPM-MPT                           | 794   | 32,69 / 100,00  | Novo |
|                         | Coligação Democrática Unitária        | 226   | 9,30 / 100,00   | 2,76 |
|                         | Cidadãos por Coimbra                  | 178   | 7,33 / 100,00   | Novo |
|                         | CDS – Partido Popular                 | 102   | 4,20 / 100,00   | -    |
|                         | Partido pelos Animais e pela Natureza | 38    | 1,56 / 100,00   | Novo |
|                         | PCTP/MRPP                             | 22    | 0,91 / 100,00   | -    |
| Votos Inválidos         | Votos Inválidos                       | 221   | 9,09 / 100,00   | 4,93 |
| Total                   | Total                                 | 2 429 | 100,00 / 100,00 |      |
| Eleitorado/Participação | Eleitorado/Participação               | 4 531 | 53,61 / 100,00  | 8,84 |

#### Brasfemes
| Partido                 | Partido                               | Votos | %               | +/-  |
| ----------------------- | ------------------------------------- | ----- | --------------- | ---- |
|                         | Partido Socialista                    | 426   | 45,86 / 100,00  | 2,16 |
|                         | PSD-PPM-MPT                           | 202   | 21,74 / 100,00  | Novo |
|                         | Coligação Democrática Unitária        | 92    | 9,90 / 100,00   | 2,49 |
|                         | Cidadãos por Coimbra                  | 50    | 5,38 / 100,00   | Novo |
|                         | CDS – Partido Popular                 | 45    | 4,84 / 100,00   | -    |
|                         | Partido pelos Animais e pela Natureza | 12    | 1,29 / 100,00   | Novo |
|                         | PCTP/MRPP                             | 4     | 0,43 / 100,00   | -    |
| Votos Inválidos         | Votos Inválidos                       | 98    | 10,55 / 100,00  | 6,20 |
| Total                   | Total                                 | 929   | 100,00 / 100,00 |      |
| Eleitorado/Participação | Eleitorado/Participação               | 1 791 | 51,87 / 100,00  | 8,50 |

#### Ceira
| Partido                 | Partido                               | Votos | %               | +/-  |
| ----------------------- | ------------------------------------- | ----- | --------------- | ---- |
|                         | Partido Socialista                    | 650   | 36,68 / 100,00  | 2,58 |
|                         | PSD-PPM-MPT                           | 592   | 33,41 / 100,00  | Novo |
|                         | Coligação Democrática Unitária        | 167   | 9,42 / 100,00   | 3,05 |
|                         | CDS – Partido Popular                 | 100   | 5,64 / 100,00   | -    |
|                         | Cidadãos por Coimbra                  | 75    | 4,23 / 100,00   | Novo |
|                         | Partido pelos Animais e pela Natureza | 21    | 1,19 / 100,00   | Novo |
|                         | PCTP/MRPP                             | 18    | 1,02 / 100,00   | -    |
| Votos Inválidos         | Votos Inválidos                       | 149   | 8,41 / 100,00   | 5,13 |
| Total                   | Total                                 | 1 772 | 100,00 / 100,00 |      |
| Eleitorado/Participação | Eleitorado/Participação               | 3 504 | 50,57 / 100,00  | 3,07 |

#### Cernache
| Partido                 | Partido                               | Votos | %               | +/-  |
| ----------------------- | ------------------------------------- | ----- | --------------- | ---- |
|                         | Partido Socialista                    | 698   | 35,45 / 100,00  | 2,15 |
|                         | PSD-PPM-MPT                           | 492   | 24,99 / 100,00  | Novo |
|                         | Coligação Democrática Unitária        | 376   | 19,10 / 100,00  | 1,02 |
|                         | Cidadãos por Coimbra                  | 113   | 5,74 / 100,00   | Novo |
|                         | CDS – Partido Popular                 | 76    | 3,86 / 100,00   | -    |
|                         | PCTP/MRPP                             | 30    | 1,52 / 100,00   | -    |
|                         | Partido pelos Animais e pela Natureza | 28    | 1,42 / 100,00   | Novo |
| Votos Inválidos         | Votos Inválidos                       | 156   | 7,92 / 100,00   | 4,45 |
| Total                   | Total                                 | 1 969 | 100,00 / 100,00 |      |
| Eleitorado/Participação | Eleitorado/Participação               | 3 518 | 55,97 / 100,00  | 8,20 |

#### Eiras e São Paulo de Frades
| Partido                 | Partido                               | Votos  | %               | +/-  |
| ----------------------- | ------------------------------------- | ------ | --------------- | ---- |
|                         | Partido Socialista                    | 2 487  | 35,83 / 100,00  | 3,01 |
|                         | PSD-PPM-MPT                           | 1 775  | 25,57 / 100,00  | Novo |
|                         | Coligação Democrática Unitária        | 876    | 12,62 / 100,00  | 0,34 |
|                         | Cidadãos por Coimbra                  | 687    | 9,90 / 100,00   | Novo |
|                         | CDS – Partido Popular                 | 297    | 4,28 / 100,00   | -    |
|                         | Partido pelos Animais e pela Natureza | 110    | 1,58 / 100,00   | Novo |
|                         | PCTP/MRPP                             | 71     | 1,02 / 100,00   | -    |
| Votos Inválidos         | Votos Inválidos                       | 638    | 9,19 / 100,00   | 6,00 |
| Total                   | Total                                 | 6 941  | 100,00 / 100,00 |      |
| Eleitorado/Participação | Eleitorado/Participação               | 15 522 | 44,72 / 100,00  | 4,82 |

#### Santa Clara e Castelo Viegas
| Partido                 | Partido                               | Votos  | %               | +/-  |
| ----------------------- | ------------------------------------- | ------ | --------------- | ---- |
|                         | Partido Socialista                    | 1 632  | 32,86 / 100,00  | 0,83 |
|                         | PSD-PPM-MPT                           | 1 450  | 29,19 / 100,00  | Novo |
|                         | Cidadãos por Coimbra                  | 558    | 11,23 / 100,00  | Novo |
|                         | Coligação Democrática Unitária        | 535    | 10,77 / 100,00  | 1,43 |
|                         | CDS – Partido Popular                 | 181    | 3,64 / 100,00   | -    |
|                         | Partido pelos Animais e pela Natureza | 82     | 1,65 / 100,00   | Novo |
|                         | PCTP/MRPP                             | 37     | 0,74 / 100,00   | -    |
| Votos Inválidos         | Votos Inválidos                       | 492    | 9,90 / 100,00   | 6,76 |
| Total                   | Total                                 | 4 967  | 100,00 / 100,00 |      |
| Eleitorado/Participação | Eleitorado/Participação               | 10 774 | 46,10 / 100,00  | 7,00 |

#### Santo António dos Olivais
| Partido                 | Partido                               | Votos  | %               | +/-  |
| ----------------------- | ------------------------------------- | ------ | --------------- | ---- |
|                         | PSD-PPM-MPT                           | 5 549  | 33,15 / 100,00  | Novo |
|                         | Partido Socialista                    | 4 798  | 28,66 / 100,00  | 2,09 |
|                         | Cidadãos por Coimbra                  | 2 188  | 13,07 / 100,00  | Novo |
|                         | Coligação Democrática Unitária        | 1 631  | 9,74 / 100,00   | 1,52 |
|                         | CDS – Partido Popular                 | 758    | 4,53 / 100,00   | -    |
|                         | Partido pelos Animais e pela Natureza | 281    | 1,68 / 100,00   | Novo |
|                         | PCTP/MRPP                             | 88     | 0,53 / 100,00   | -    |
| Votos Inválidos         | Votos Inválidos                       | 1 448  | 8,65 / 100,00   | 4,41 |
| Total                   | Total                                 | 16 741 | 100,00 / 100,00 |      |
| Eleitorado/Participação | Eleitorado/Participação               | 34 987 | 47,85 / 100,00  | 4,72 |

#### São João do Campo
| Partido                 | Partido                               | Votos | %               | +/-  |
| ----------------------- | ------------------------------------- | ----- | --------------- | ---- |
|                         | Partido Socialista                    | 434   | 44,38 / 100,00  | 5,49 |
|                         | Coligação Democrática Unitária        | 233   | 23,82 / 100,00  | 4,10 |
|                         | PSD-PPM-MPT                           | 172   | 17,59 / 100,00  | Novo |
|                         | CDS – Partido Popular                 | 31    | 3,17 / 100,00   | -    |
|                         | PCTP/MRPP                             | 23    | 2,35 / 100,00   | -    |
|                         | Cidadãos por Coimbra                  | 21    | 2,15 / 100,00   | Novo |
|                         | Partido pelos Animais e pela Natureza | 11    | 1,12 / 100,00   | Novo |
| Votos Inválidos         | Votos Inválidos                       | 53    | 5,42 / 100,00   | 3,01 |
| Total                   | Total                                 | 978   | 100,00 / 100,00 |      |
| Eleitorado/Participação | Eleitorado/Participação               | 1 874 | 52,19 / 100,00  | 4,83 |

#### São Martinho da Árvore e Lamarosa
| Partido                 | Partido                               | Votos | %               | +/-  |
| ----------------------- | ------------------------------------- | ----- | --------------- | ---- |
|                         | Partido Socialista                    | 762   | 44,69 / 100,00  | 2,85 |
|                         | PSD-PPM-MPT                           | 648   | 38,01 / 100,00  | Novo |
|                         | Coligação Democrática Unitária        | 113   | 6,63 / 100,00   | 1,76 |
|                         | Cidadãos por Coimbra                  | 36    | 2,11 / 100,00   | Novo |
|                         | CDS – Partido Popular                 | 29    | 1,70 / 100,00   | -    |
|                         | Partido pelos Animais e pela Natureza | 14    | 0,82 / 100,00   | Novo |
|                         | PCTP/MRPP                             | 11    | 0,65 / 100,00   | -    |
| Votos Inválidos         | Votos Inválidos                       | 92    | 5,40 / 100,00   | 2,04 |
| Total                   | Total                                 | 1 705 | 100,00 / 100,00 |      |
| Eleitorado/Participação | Eleitorado/Participação               | 2 773 | 61,49 / 100,00  | 6,08 |

#### São Martinho do Bispo e Ribeira de Frades
| Partido                 | Partido                               | Votos  | %               | +/-  |
| ----------------------- | ------------------------------------- | ------ | --------------- | ---- |
|                         | Partido Socialista                    | 2 890  | 42,42 / 100,00  | 1,96 |
|                         | PSD-PPM-MPT                           | 1 741  | 25,55 / 100,00  | Novo |
|                         | Coligação Democrática Unitária        | 644    | 9,45 / 100,00   | 1,81 |
|                         | Cidadãos por Coimbra                  | 634    | 9,31 / 100,00   | Novo |
|                         | CDS – Partido Popular                 | 190    | 2,79 / 100,00   | -    |
|                         | Partido pelos Animais e pela Natureza | 102    | 1,50 / 100,00   | Novo |
|                         | PCTP/MRPP                             | 54     | 0,79 / 100,00   | -    |
| Votos Inválidos         | Votos Inválidos                       | 558    | 8,19 / 100,00   | 5,15 |
| Total                   | Total                                 | 6 813  | 100,00 / 100,00 |      |
| Eleitorado/Participação | Eleitorado/Participação               | 14 112 | 48,28 / 100,00  | 5,35 |

#### São Silvestre
| Partido                 | Partido                               | Votos | %               | +/-   |
| ----------------------- | ------------------------------------- | ----- | --------------- | ----- |
|                         | Partido Socialista                    | 761   | 51,07 / 100,00  | 3,18  |
|                         | PSD-PPM-MPT                           | 396   | 26,58 / 100,00  | Novo  |
|                         | Coligação Democrática Unitária        | 145   | 9,73 / 100,00   | 3,01  |
|                         | Cidadãos por Coimbra                  | 43    | 2,89 / 100,00   | Novo  |
|                         | CDS – Partido Popular                 | 26    | 1,74 / 100,00   | -     |
|                         | Partido pelos Animais e pela Natureza | 11    | 0,74 / 100,00   | Novo  |
|                         | PCTP/MRPP                             | 4     | 0,27 / 100,00   | -     |
| Votos Inválidos         | Votos Inválidos                       | 104   | 6,98 / 100,00   | 4,60  |
| Total                   | Total                                 | 1 490 | 100,00 / 100,00 |       |
| Eleitorado/Participação | Eleitorado/Participação               | 2 689 | 55,41 / 100,00  | 10,81 |

#### Sé Nova, Santa Cruz, Almedina e São Bartolomeu
| Partido                 | Partido                               | Votos  | %               | +/-  |
| ----------------------- | ------------------------------------- | ------ | --------------- | ---- |
|                         | PSD-PPM-MPT                           | 2 081  | 34,35 / 100,00  | Novo |
|                         | Partido Socialista                    | 1 717  | 28,34 / 100,00  | 1,81 |
|                         | Cidadãos por Coimbra                  | 706    | 11,65 / 100,00  | Novo |
|                         | Coligação Democrática Unitária        | 689    | 11,37 / 100,00  | 1,24 |
|                         | CDS – Partido Popular                 | 334    | 5,51 / 100,00   | -    |
|                         | Partido pelos Animais e pela Natureza | 86     | 1,42 / 100,00   | Novo |
|                         | PCTP/MRPP                             | 38     | 0,63 / 100,00   | -    |
| Votos Inválidos         | Votos Inválidos                       | 408    | 6,73 / 100,00   | 3,18 |
| Total                   | Total                                 | 6 059  | 100,00 / 100,00 |      |
| Eleitorado/Participação | Eleitorado/Participação               | 13 664 | 44,34 / 100,00  | 6,18 |

#### Souselas e Botão
| Partido                 | Partido                               | Votos | %               | +/-  |
| ----------------------- | ------------------------------------- | ----- | --------------- | ---- |
|                         | Partido Socialista                    | 895   | 36,98 / 100,00  | 4,07 |
|                         | PSD-PPM-MPT                           | 837   | 34,59 / 100,00  | Novo |
|                         | Coligação Democrática Unitária        | 260   | 10,74 / 100,00  | 0,95 |
|                         | Cidadãos por Coimbra                  | 125   | 5,17 / 100,00   | Novo |
|                         | CDS – Partido Popular                 | 63    | 2,60 / 100,00   | -    |
|                         | Partido pelos Animais e pela Natureza | 35    | 1,45 / 100,00   | Novo |
|                         | PCTP/MRPP                             | 27    | 1,12 / 100,00   | -    |
| Votos Inválidos         | Votos Inválidos                       | 178   | 7,36 / 100,00   | 4,78 |
| Total                   | Total                                 | 2 420 | 100,00 / 100,00 |      |
| Eleitorado/Participação | Eleitorado/Participação               | 4 346 | 55,68 / 100,00  | 7,90 |

#### Taveiro, Ameal e Arzila
| Partido                 | Partido                               | Votos | %               | +/-  |
| ----------------------- | ------------------------------------- | ----- | --------------- | ---- |
|                         | Partido Socialista                    | 1 027 | 40,79 / 100,00  | 3,75 |
|                         | PSD-PPM-MPT                           | 557   | 22,12 / 100,00  | Novo |
|                         | Coligação Democrática Unitária        | 411   | 16,32 / 100,00  | 5,02 |
|                         | Cidadãos por Coimbra                  | 161   | 6,39 / 100,00   | Novo |
|                         | CDS – Partido Popular                 | 78    | 3,10 / 100,00   | -    |
|                         | PCTP/MRPP                             | 43    | 1,71 / 100,00   | -    |
|                         | Partido pelos Animais e pela Natureza | 38    | 1,51 / 100,00   | Novo |
| Votos Inválidos         | Votos Inválidos                       | 203   | 8,06 / 100,00   | 4,01 |
| Total                   | Total                                 | 2 518 | 100,00 / 100,00 |      |
| Eleitorado/Participação | Eleitorado/Participação               | 3 726 | 67,58 / 100,00  | 3,19 |

#### Torres do Mondego
| Partido                 | Partido                               | Votos | %               | +/-   |
| ----------------------- | ------------------------------------- | ----- | --------------- | ----- |
|                         | Partido Socialista                    | 602   | 51,63 / 100,00  | 16,22 |
|                         | PSD-PPM-MPT                           | 255   | 21,87 / 100,00  | Novo  |
|                         | Coligação Democrática Unitária        | 159   | 13,64 / 100,00  | 1,47  |
|                         | Cidadãos por Coimbra                  | 33    | 2,83 / 100,00   | Novo  |
|                         | CDS – Partido Popular                 | 27    | 2,32 / 100,00   | -     |
|                         | PCTP/MRPP                             | 15    | 1,29 / 100,00   | -     |
|                         | Partido pelos Animais e pela Natureza | 9     | 0,77 / 100,00   | Novo  |
| Votos Inválidos         | Votos Inválidos                       | 66    | 5,66 / 100,00   | 2,11  |
| Total                   | Total                                 | 1 166 | 100,00 / 100,00 |       |
| Eleitorado/Participação | Eleitorado/Participação               | 2 114 | 55,16 / 100,00  | 9,50  |

#### Trouxemil e Torre de Vilela
| Partido                 | Partido                               | Votos | %               | +/-  |
| ----------------------- | ------------------------------------- | ----- | --------------- | ---- |
|                         | PSD-PPM-MPT                           | 686   | 37,22 / 100,00  | Novo |
|                         | Partido Socialista                    | 616   | 33,42 / 100,00  | 0,15 |
|                         | Coligação Democrática Unitária        | 191   | 10,36 / 100,00  | 2,56 |
|                         | Cidadãos por Coimbra                  | 113   | 6,13 / 100,00   | Novo |
|                         | CDS – Partido Popular                 | 79    | 4,29 / 100,00   | -    |
|                         | PCTP/MRPP                             | 15    | 0,81 / 100,00   | -    |
|                         | Partido pelos Animais e pela Natureza | 13    | 0,71 / 100,00   | Novo |
| Votos Inválidos         | Votos Inválidos                       | 130   | 7,05 / 100,00   | 4,19 |
| Total                   | Total                                 | 1 843 | 100,00 / 100,00 |      |
| Eleitorado/Participação | Eleitorado/Participação               | 3 503 | 52,61 / 100,00  | 7,09 |

### Assembleia Municipal
| Freguesia                                      | %     | %             | %     | %     | %    | Votantes |
| Freguesia                                      | PS    | PSD -PPM -MPT | CDU   | CPC   | CDS  | Votantes |
| ---------------------------------------------- | ----- | ------------- | ----- | ----- | ---- | -------- |
| Almalaguês                                     | 35,92 | 26,69         | 16,12 | 9,63  | 3,88 | 1 495    |
| Antuzede e Vil de Matos                        | 54,24 | 18,88         | 11,61 | 4,60  | 1,40 | 1 499    |
| Assafarge e Antanhol                           | 33,18 | 33,51         | 11,82 | 8,52  | 3,33 | 2 429    |
| Brasfemes                                      | 46,61 | 18,51         | 12,06 | 6,24  | 4,95 | 929      |
| Ceira                                          | 36,06 | 32,62         | 12,58 | 4,57  | 5,14 | 1 772    |
| Cernache                                       | 33,06 | 22,65         | 24,68 | 6,70  | 3,86 | 1 969    |
| Eiras e São Paulo de Frades                    | 32,55 | 24,58         | 16,09 | 11,97 | 4,70 | 6 941    |
| Santa Clara e Castelo Viegas                   | 30,13 | 26,49         | 14,10 | 14,52 | 3,95 | 4 965    |
| Santo António dos Olivais                      | 28,63 | 30,10         | 11,70 | 14,58 | 5,19 | 16 745   |
| São João do Campo                              | 43,87 | 15,03         | 30,06 | 1,74  | 3,27 | 978      |
| São Martinho de Árvore e Lamarosa              | 43,58 | 37,65         | 8,09  | 2,35  | 2,05 | 1 705    |
| São Martinho do Bispo e Ribeira de Frades      | 40,33 | 24,98         | 11,52 | 11,61 | 2,66 | 6 813    |
| São Silvestre                                  | 47,65 | 26,38         | 11,88 | 3,29  | 2,08 | 1 490    |
| Sé Nova, Santa Cruz, Almedina e São Bartolomeu | 26,54 | 31,31         | 14,31 | 14,08 | 6,12 | 6 059    |
| Souselas e Botão                               | 34,71 | 34,59         | 12,85 | 6,74  | 2,73 | 2 420    |
| Taveiro, Ameal e Arzila                        | 36,58 | 21,37         | 21,72 | 7,90  | 3,30 | 2 518    |
| Torres do Mondego                              | 47,00 | 20,58         | 19,73 | 3,43  | 2,06 | 1 166    |
| Trouxemil e Torre de Vilela                    | 31,58 | 35,97         | 12,43 | 7,27  | 4,83 | 1 843    |
| Coimbra                                        | 33,82 | 27,95         | 13,93 | 10,94 | 4,20 | 63 736   |

#### Almalaguês
| Partido                 | Partido                        | Votos | %               | +/-  |
| ----------------------- | ------------------------------ | ----- | --------------- | ---- |
|                         | Partido Socialista             | 537   | 35,92 / 100,00  | 2,45 |
|                         | PSD-PPM-MPT                    | 399   | 26,69 / 100,00  | Novo |
|                         | Coligação Democrática Unitária | 241   | 16,12 / 100,00  | 5,00 |
|                         | Cidadãos por Coimbra           | 144   | 9,63 / 100,00   | Novo |
|                         | CDS – Partido Popular          | 58    | 3,88 / 100,00   | -    |
| Votos Inválidos         | Votos Inválidos                | 116   | 7,76 / 100,00   | 4,40 |
| Total                   | Total                          | 1 495 | 100,00 / 100,00 |      |
| Eleitorado/Participação | Eleitorado/Participação        | 2 818 | 53,05 / 100,00  | 5,78 |

#### Antuzede e Vil de Matos
| Partido                 | Partido                        | Votos | %               | +/-  |
| ----------------------- | ------------------------------ | ----- | --------------- | ---- |
|                         | Partido Socialista             | 813   | 54,24 / 100,00  | 6,34 |
|                         | PSD-PPM-MPT                    | 283   | 18,88 / 100,00  | Novo |
|                         | Coligação Democrática Unitária | 174   | 11,61 / 100,00  | 0,03 |
|                         | Cidadãos por Coimbra           | 69    | 4,60 / 100,00   | Novo |
|                         | CDS – Partido Popular          | 21    | 1,40 / 100,00   | -    |
| Votos Inválidos         | Votos Inválidos                | 139   | 9,27 / 100,00   | 5,31 |
| Total                   | Total                          | 1 499 | 100,00 / 100,00 |      |
| Eleitorado/Participação | Eleitorado/Participação        | 2 814 | 53,27 / 100,00  | 7,24 |

#### Assafarge e Antanhol
| Partido                 | Partido                        | Votos | %               | +/-  |
| ----------------------- | ------------------------------ | ----- | --------------- | ---- |
|                         | PSD-PPM-MPT                    | 814   | 33,51 / 100,00  | Novo |
|                         | Partido Socialista             | 806   | 33,18 / 100,00  | 3,73 |
|                         | Coligação Democrática Unitária | 287   | 11,82 / 100,00  | 5,52 |
|                         | Cidadãos por Coimbra           | 207   | 8,52 / 100,00   | Novo |
|                         | CDS – Partido Popular          | 81    | 3,33 / 100,00   | -    |
| Votos Inválidos         | Votos Inválidos                | 234   | 9,63 / 100,00   | 5,70 |
| Total                   | Total                          | 2 429 | 100,00 / 100,00 |      |
| Eleitorado/Participação | Eleitorado/Participação        | 4 531 | 53,61 / 100,00  | 8,84 |

#### Brasfemes
| Partido                 | Partido                        | Votos | %               | +/-  |
| ----------------------- | ------------------------------ | ----- | --------------- | ---- |
|                         | Partido Socialista             | 433   | 46,61 / 100,00  | 0,06 |
|                         | PSD-PPM-MPT                    | 172   | 18,51 / 100,00  | Novo |
|                         | Coligação Democrática Unitária | 112   | 12,06 / 100,00  | 4,10 |
|                         | Cidadãos por Coimbra           | 58    | 6,24 / 100,00   | Novo |
|                         | CDS – Partido Popular          | 46    | 4,95 / 100,00   | -    |
| Votos Inválidos         | Votos Inválidos                | 108   | 11,62 / 100,00  | 7,36 |
| Total                   | Total                          | 929   | 100,00 / 100,00 |      |
| Eleitorado/Participação | Eleitorado/Participação        | 1 791 | 51,87 / 100,00  | 8,50 |

#### Ceira
| Partido                 | Partido                        | Votos | %               | +/-  |
| ----------------------- | ------------------------------ | ----- | --------------- | ---- |
|                         | Partido Socialista             | 639   | 36,06 / 100,00  | 0,21 |
|                         | PSD-PPM-MPT                    | 578   | 32,62 / 100,00  | Novo |
|                         | Coligação Democrática Unitária | 223   | 12,58 / 100,00  | 5,65 |
|                         | CDS – Partido Popular          | 91    | 5,14 / 100,00   | -    |
|                         | Cidadãos por Coimbra           | 81    | 4,57 / 100,00   | Novo |
| Votos Inválidos         | Votos Inválidos                | 160   | 9,03 / 100,00   | 5,19 |
| Total                   | Total                          | 1 772 | 100,00 / 100,00 |      |
| Eleitorado/Participação | Eleitorado/Participação        | 3 504 | 50,57 / 100,00  | 3,02 |

#### Cernache
| Partido                 | Partido                        | Votos | %               | +/-  |
| ----------------------- | ------------------------------ | ----- | --------------- | ---- |
|                         | Partido Socialista             | 651   | 33,06 / 100,00  | 0,34 |
|                         | Coligação Democrática Unitária | 486   | 24,68 / 100,00  | 0,64 |
|                         | PSD-PPM-MPT                    | 446   | 22,65 / 100,00  | Novo |
|                         | Cidadãos por Coimbra           | 132   | 6,70 / 100,00   | Novo |
|                         | CDS – Partido Popular          | 76    | 3,86 / 100,00   | -    |
| Votos Inválidos         | Votos Inválidos                | 178   | 9,04 / 100,00   | 4,90 |
| Total                   | Total                          | 1 969 | 100,00 / 100,00 |      |
| Eleitorado/Participação | Eleitorado/Participação        | 3 518 | 55,97 / 100,00  | 8,20 |

#### Eiras e São Paulo de Frades
| Partido                 | Partido                        | Votos  | %               | +/-  |
| ----------------------- | ------------------------------ | ------ | --------------- | ---- |
|                         | Partido Socialista             | 2 259  | 32,55 / 100,00  | 0,20 |
|                         | PSD-PPM-MPT                    | 1 706  | 24,58 / 100,00  | Novo |
|                         | Coligação Democrática Unitária | 1 117  | 16,09 / 100,00  | 1,71 |
|                         | Cidadãos por Coimbra           | 831    | 11,97 / 100,00  | Novo |
|                         | CDS – Partido Popular          | 326    | 4,70 / 100,00   | -    |
| Votos Inválidos         | Votos Inválidos                | 702    | 10,12 / 100,00  | 6,80 |
| Total                   | Total                          | 6 941  | 100,00 / 100,00 |      |
| Eleitorado/Participação | Eleitorado/Participação        | 15 522 | 44,72 / 100,00  | 5,15 |

#### Santa Clara e Castelo Viegas
| Partido                 | Partido                        | Votos  | %               | +/-  |
| ----------------------- | ------------------------------ | ------ | --------------- | ---- |
|                         | Partido Socialista             | 1 496  | 30,13 / 100,00  | 2,12 |
|                         | PSD-PPM-MPT                    | 1 315  | 26,49 / 100,00  | Novo |
|                         | Cidadãos por Coimbra           | 721    | 14,52 / 100,00  | Novo |
|                         | Coligação Democrática Unitária | 700    | 14,10 / 100,00  | 2,64 |
|                         | CDS – Partido Popular          | 196    | 3,95 / 100,00   | -    |
| Votos Inválidos         | Votos Inválidos                | 537    | 10,81 / 100,00  | 7,38 |
| Total                   | Total                          | 4 965  | 100,00 / 100,00 |      |
| Eleitorado/Participação | Eleitorado/Participação        | 10 774 | 46,08 / 100,00  | 7,02 |

#### Santo António dos Olivais
| Partido                 | Partido                        | Votos  | %               | +/-  |
| ----------------------- | ------------------------------ | ------ | --------------- | ---- |
|                         | PSD-PPM-MPT                    | 5 040  | 30,10 / 100,00  | Novo |
|                         | Partido Socialista             | 4 794  | 28,63 / 100,00  | 0,26 |
|                         | Cidadãos por Coimbra           | 2 442  | 14,58 / 100,00  | Novo |
|                         | Coligação Democrática Unitária | 1 960  | 11,70 / 100,00  | 1,99 |
|                         | CDS – Partido Popular          | 869    | 5,19 / 100,00   | -    |
| Votos Inválidos         | Votos Inválidos                | 1 640  | 9,79 / 100,00   | 5,58 |
| Total                   | Total                          | 16 745 | 100,00 / 100,00 |      |
| Eleitorado/Participação | Eleitorado/Participação        | 34 987 | 47,86 / 100,00  | 4,71 |

#### São João do Campo
| Partido                 | Partido                        | Votos | %               | +/-  |
| ----------------------- | ------------------------------ | ----- | --------------- | ---- |
|                         | Partido Socialista             | 429   | 43,87 / 100,00  | 5,24 |
|                         | Coligação Democrática Unitária | 294   | 30,06 / 100,00  | 1,70 |
|                         | PSD-PPM-MPT                    | 147   | 15,03 / 100,00  | Novo |
|                         | CDS – Partido Popular          | 32    | 3,27 / 100,00   | -    |
|                         | Cidadãos por Coimbra           | 17    | 1,74 / 100,00   | Novo |
| Votos Inválidos         | Votos Inválidos                | 59    | 6,03 / 100,00   | 3,44 |
| Total                   | Total                          | 978   | 100,00 / 100,00 |      |
| Eleitorado/Participação | Eleitorado/Participação        | 1 874 | 52,19 / 100,00  | 4,83 |

#### São Martinho da Árvore e Lamarosa
| Partido                 | Partido                        | Votos | %               | +/-  |
| ----------------------- | ------------------------------ | ----- | --------------- | ---- |
|                         | Partido Socialista             | 743   | 43,58 / 100,00  | 2,63 |
|                         | PSD-PPM-MPT                    | 642   | 37,65 / 100,00  | Novo |
|                         | Coligação Democrática Unitária | 138   | 8,09 / 100,00   | 2,85 |
|                         | Cidadãos por Coimbra           | 40    | 2,35 / 100,00   | Novo |
|                         | CDS – Partido Popular          | 35    | 2,05 / 100,00   | -    |
| Votos Inválidos         | Votos Inválidos                | 107   | 6,27 / 100,00   | 2,90 |
| Total                   | Total                          | 1 705 | 100,00 / 100,00 |      |
| Eleitorado/Participação | Eleitorado/Participação        | 2 773 | 61,49 / 100,00  | 6,08 |

#### São Martinho do Bispo e Ribeira de Frades
| Partido                 | Partido                        | Votos  | %               | +/-  |
| ----------------------- | ------------------------------ | ------ | --------------- | ---- |
|                         | Partido Socialista             | 2 748  | 40,33 / 100,00  | 0,03 |
|                         | PSD-PPM-MPT                    | 1 702  | 24,98 / 100,00  | Novo |
|                         | Cidadãos por Coimbra           | 791    | 11,61 / 100,00  | Novo |
|                         | Coligação Democrática Unitária | 785    | 11,52 / 100,00  | 2,82 |
|                         | CDS – Partido Popular          | 181    | 2,66 / 100,00   | -    |
| Votos Inválidos         | Votos Inválidos                | 606    | 8,89 / 100,00   | 5,58 |
| Total                   | Total                          | 6 813  | 100,00 / 100,00 |      |
| Eleitorado/Participação | Eleitorado/Participação        | 14 112 | 48,28 / 100,00  | 5,35 |

#### São Silvestre
| Partido                 | Partido                        | Votos | %               | +/-   |
| ----------------------- | ------------------------------ | ----- | --------------- | ----- |
|                         | Partido Socialista             | 710   | 47,65 / 100,00  | 0,58  |
|                         | PSD-PPM-MPT                    | 393   | 26,38 / 100,00  | Novo  |
|                         | Coligação Democrática Unitária | 177   | 11,88 / 100,00  | 3,83  |
|                         | Cidadãos por Coimbra           | 49    | 3,29 / 100,00   | Novo  |
|                         | CDS – Partido Popular          | 31    | 2,08 / 100,00   | -     |
| Votos Inválidos         | Votos Inválidos                | 130   | 8,72 / 100,00   | 6,00  |
| Total                   | Total                          | 1 490 | 100,00 / 100,00 |       |
| Eleitorado/Participação | Eleitorado/Participação        | 2 689 | 55,41 / 100,00  | 10,81 |

#### Sé Nova, Santa Cruz, Almedina e São Bartolomeu
| Partido                 | Partido                        | Votos  | %               | +/-  |
| ----------------------- | ------------------------------ | ------ | --------------- | ---- |
|                         | PSD-PPM-MPT                    | 1 897  | 31,31 / 100,00  | Novo |
|                         | Partido Socialista             | 1 608  | 26,54 / 100,00  | 1,95 |
|                         | Coligação Democrática Unitária | 867    | 14,31 / 100,00  | 2,26 |
|                         | Cidadãos por Coimbra           | 853    | 14,08 / 100,00  | Novo |
|                         | CDS – Partido Popular          | 371    | 6,12 / 100,00   | -    |
| Votos Inválidos         | Votos Inválidos                | 463    | 7,64 / 100,00   | 4,07 |
| Total                   | Total                          | 6 059  | 100,00 / 100,00 |      |
| Eleitorado/Participação | Eleitorado/Participação        | 13 664 | 44,34 / 100,00  | 6,18 |

#### Souselas e Botão
| Partido                 | Partido                        | Votos | %               | +/-  |
| ----------------------- | ------------------------------ | ----- | --------------- | ---- |
|                         | Partido Socialista             | 840   | 34,71 / 100,00  | 2,05 |
|                         | PSD-PPM-MPT                    | 837   | 34,59 / 100,00  | Novo |
|                         | Coligação Democrática Unitária | 311   | 12,85 / 100,00  | 0,97 |
|                         | Cidadãos por Coimbra           | 163   | 6,74 / 100,00   | Novo |
|                         | CDS – Partido Popular          | 66    | 2,73 / 100,00   | -    |
| Votos Inválidos         | Votos Inválidos                | 203   | 8,38 / 100,00   | 5,65 |
| Total                   | Total                          | 2 420 | 100,00 / 100,00 |      |
| Eleitorado/Participação | Eleitorado/Participação        | 4 346 | 55,68 / 100,00  | 7,90 |

#### Taveiro, Ameal e Arzila
| Partido                 | Partido                        | Votos | %               | +/-  |
| ----------------------- | ------------------------------ | ----- | --------------- | ---- |
|                         | Partido Socialista             | 921   | 36,58 / 100,00  | 0,98 |
|                         | Coligação Democrática Unitária | 547   | 21,72 / 100,00  | 7,58 |
|                         | PSD-PPM-MPT                    | 538   | 21,37 / 100,00  | Novo |
|                         | Cidadãos por Coimbra           | 199   | 7,90 / 100,00   | Novo |
|                         | CDS – Partido Popular          | 83    | 3,30 / 100,00   | -    |
| Votos Inválidos         | Votos Inválidos                | 230   | 9,13 / 100,00   | 4,94 |
| Total                   | Total                          | 2 518 | 100,00 / 100,00 |      |
| Eleitorado/Participação | Eleitorado/Participação        | 3 726 | 67,58 / 100,00  | 3,19 |

#### Torres do Mondego
| Partido                 | Partido                        | Votos | %               | +/-  |
| ----------------------- | ------------------------------ | ----- | --------------- | ---- |
|                         | Partido Socialista             | 548   | 47,00 / 100,00  | 9,75 |
|                         | PSD-PPM-MPT                    | 240   | 20,58 / 100,00  | Novo |
|                         | Coligação Democrática Unitária | 230   | 19,73 / 100,00  | 2,57 |
|                         | Cidadãos por Coimbra           | 40    | 3,43 / 100,00   | Novo |
|                         | CDS – Partido Popular          | 24    | 2,06 / 100,00   | -    |
| Votos Inválidos         | Votos Inválidos                | 84    | 7,20 / 100,00   | 3,65 |
| Total                   | Total                          | 1 166 | 100,00 / 100,00 |      |
| Eleitorado/Participação | Eleitorado/Participação        | 2 114 | 55,16 / 100,00  | 9,60 |

#### Trouxemil e Torre de Vilela
| Partido                 | Partido                        | Votos | %               | +/-  |
| ----------------------- | ------------------------------ | ----- | --------------- | ---- |
|                         | PSD-PPM-MPT                    | 663   | 35,97 / 100,00  | Novo |
|                         | Partido Socialista             | 582   | 31,58 / 100,00  | 2,14 |
|                         | Coligação Democrática Unitária | 229   | 12,43 / 100,00  | 3,30 |
|                         | Cidadãos por Coimbra           | 134   | 7,27 / 100,00   | Novo |
|                         | CDS – Partido Popular          | 89    | 4,83 / 100,00   | -    |
| Votos Inválidos         | Votos Inválidos                | 146   | 7,93 / 100,00   | 4,79 |
| Total                   | Total                          | 1 843 | 100,00 / 100,00 |      |
| Eleitorado/Participação | Eleitorado/Participação        | 3 503 | 52,61 / 100,00  | 7,11 |

### Juntas de Freguesia

#### Almalaguês
| Partido                 | Partido                        | Votos | %               | +/-  | Mandatos | +/-     |
| ----------------------- | ------------------------------ | ----- | --------------- | ---- | -------- | ------- |
|                         | Partido Socialista             | 495   | 33,11 / 100,00  | 1,57 | 3 / 9    | Estável |
|                         | PSD-PPM-MPT                    | 427   | 28,56 / 100,00  | Novo | 3 / 9    | Novo    |
|                         | Coligação Democrática Unitária | 272   | 18,19 / 100,00  | 3,64 | 2 / 9    | 1       |
|                         | Cidadãos por Coimbra           | 139   | 9,30 / 100,00   | Novo | 1 / 9    | Novo    |
|                         | CDS – Partido Popular          | 58    | 3,88 / 100,00   | -    | 0 / 9    | -       |
| Votos Inválidos         | Votos Inválidos                | 104   | 6,96 / 100,00   | 2,85 |          |         |
| Total                   | Total                          | 1 495 | 100,00 / 100,00 |      | 9 / 9    |         |
| Eleitorado/Participação | Eleitorado/Participação        | 2 818 | 53,05 / 100,00  | 5,78 |          |         |

#### Antuzede e Vil de Matos
| Partido                 | Partido                        | Votos | %               | Mandatos |
| ----------------------- | ------------------------------ | ----- | --------------- | -------- |
|                         | Partido Socialista             | 1 011 | 67,44 / 100,00  | 7 / 9    |
|                         | PSD-PPM-MPT                    | 224   | 14,94 / 100,00  | 1 / 9    |
|                         | Coligação Democrática Unitária | 135   | 9,01 / 100,00   | 1 / 9    |
|                         | CDS – Partido Popular          | 34    | 2,27 / 100,00   | 0 / 9    |
| Votos Inválidos         | Votos Inválidos                | 95    | 6,34 / 100,00   |          |
| Total                   | Total                          | 1 499 | 100,00 / 100,00 | 9 / 9    |
| Eleitorado/Participação | Eleitorado/Participação        | 2 814 | 53,27 / 100,00  |          |

#### Assafarge e Antanhol
| Partido                 | Partido                        | Votos | %               | Mandatos |
| ----------------------- | ------------------------------ | ----- | --------------- | -------- |
|                         | PSD-PPM-MPT                    | 969   | 39,89 / 100,00  | 4 / 9    |
|                         | Partido Socialista             | 843   | 34,71 / 100,00  | 4 / 9    |
|                         | Coligação Democrática Unitária | 320   | 13,17 / 100,00  | 1 / 9    |
|                         | CDS – Partido Popular          | 90    | 3,71 / 100,00   | 0 / 9    |
| Votos Inválidos         | Votos Inválidos                | 207   | 8,52 / 100,00   |          |
| Total                   | Total                          | 2 429 | 100,00 / 100,00 | 9 / 9    |
| Eleitorado/Participação | Eleitorado/Participação        | 4 531 | 53,61 / 100,00  |          |

#### Brasfemes
| Partido                 | Partido                        | Votos | %               | +/-  | Mandatos | +/-     |
| ----------------------- | ------------------------------ | ----- | --------------- | ---- | -------- | ------- |
|                         | Partido Socialista             | 541   | 58,23 / 100,00  | 2,60 | 7 / 9    | 1       |
|                         | PSD-PPM-MPT                    | 131   | 14,10 / 100,00  | Novo | 1 / 9    | Novo    |
|                         | Coligação Democrática Unitária | 113   | 12,16 / 100,00  | 2,25 | 1 / 9    | Estável |
|                         | CDS – Partido Popular          | 53    | 5,71 / 100,00   | -    | 0 / 9    | -       |
| Votos Inválidos         | Votos Inválidos                | 91    | 9,80 / 100,00   | 5,54 |          |         |
| Total                   | Total                          | 929   | 100,00 / 100,00 |      | 9 / 9    |         |
| Eleitorado/Participação | Eleitorado/Participação        | 1 791 | 51,87 / 100,00  | 8,50 |          |         |

#### Ceira
| Partido                 | Partido                        | Votos | %               | +/-  | Mandatos | +/-     |
| ----------------------- | ------------------------------ | ----- | --------------- | ---- | -------- | ------- |
|                         | Partido Socialista             | 664   | 37,47 / 100,00  | 5,87 | 4 / 9    | Estável |
|                         | PSD-PPM-MPT                    | 623   | 35,16 / 100,00  | Novo | 4 / 9    | Novo    |
|                         | Coligação Democrática Unitária | 248   | 14,00 / 100,00  | 6,87 | 1 / 9    | 1       |
|                         | CDS – Partido Popular          | 112   | 6,32 / 100,00   | -    | 0 / 9    | -       |
| Votos Inválidos         | Votos Inválidos                | 125   | 7,05 / 100,00   | 4,15 |          |         |
| Total                   | Total                          | 1 772 | 100,00 / 100,00 |      | 9 / 9    |         |
| Eleitorado/Participação | Eleitorado/Participação        | 3 504 | 50,57 / 100,00  | 2,97 |          |         |

#### Cernache
| Partido                 | Partido                        | Votos | %               | +/-  | Mandatos | +/-     |
| ----------------------- | ------------------------------ | ----- | --------------- | ---- | -------- | ------- |
|                         | Coligação Democrática Unitária | 1 130 | 57,36 / 100,00  | 3,38 | 6 / 9    | Estável |
|                         | Partido Socialista             | 382   | 19,39 / 100,00  | 1,00 | 2 / 9    | Estável |
|                         | PSD-PPM-MPT                    | 261   | 13,25 / 100,00  | Novo | 1 / 9    | Novo    |
|                         | CDS – Partido Popular          | 65    | 3,30 / 100,00   | -    | 0 / 9    | -       |
| Votos Inválidos         | Votos Inválidos                | 132   | 6,70 / 100,00   | 2,43 |          |         |
| Total                   | Total                          | 1 970 | 100,00 / 100,00 |      | 9 / 9    |         |
| Eleitorado/Participação | Eleitorado/Participação        | 3 518 | 56,00 / 100,00  | 8,17 |          |         |

#### Eiras e São Paulo de Frades
| Partido                 | Partido                        | Votos  | %               | Mandatos |
| ----------------------- | ------------------------------ | ------ | --------------- | -------- |
|                         | Partido Socialista             | 1 986  | 28,61 / 100,00  | 5 / 13   |
|                         | PSD-PPM-MPT                    | 1 878  | 27,05 / 100,00  | 4 / 13   |
|                         | Coligação Democrática Unitária | 1 292  | 18,61 / 100,00  | 3 / 13   |
|                         | Cidadãos por Coimbra           | 781    | 11,25 / 100,00  | 1 / 13   |
|                         | CDS – Partido Popular          | 358    | 5,16 / 100,00   | 0 / 13   |
| Votos Inválidos         | Votos Inválidos                | 647    | 9,32 / 100,00   |          |
| Total                   | Total                          | 6 942  | 100,00 / 100,00 | 13 / 13  |
| Eleitorado/Participação | Eleitorado/Participação        | 15 522 | 44,72 / 100,00  |          |

#### Santa Clara e Castelo Viegas
| Partido                 | Partido                          | Votos  | %               | Mandatos |
| ----------------------- | -------------------------------- | ------ | --------------- | -------- |
|                         | PSD-PPM-MPT                      | 1 431  | 28,80 / 100,00  | 5 / 13   |
|                         | Partido Socialista               | 1 381  | 27,80 / 100,00  | 5 / 13   |
|                         | Coligação Democrática Unitária   | 712    | 14,33 / 100,00  | 2 / 13   |
|                         | Cidadãos por Coimbra             | 518    | 10,43 / 100,00  | 1 / 13   |
|                         | Movimento Juventude Independente | 264    | 5,31 / 100,00   | 0 / 13   |
|                         | CDS – Partido Popular            | 192    | 3,86 / 100,00   | 0 / 13   |
| Votos Inválidos         | Votos Inválidos                  | 470    | 9,46 / 100,00   |          |
| Total                   | Total                            | 4 968  | 100,00 / 100,00 | 13 / 13  |
| Eleitorado/Participação | Eleitorado/Participação          | 10 774 | 46,11 / 100,00  |          |

#### Santo António dos Olivais
| Partido                 | Partido                        | Votos  | %               | +/-  | Mandatos | +/-     |
| ----------------------- | ------------------------------ | ------ | --------------- | ---- | -------- | ------- |
|                         | PSD-PPM-MPT                    | 5 005  | 29,77 / 100,00  | Novo | 6 / 19   | Novo    |
|                         | Partido Socialista             | 4 501  | 26,77 / 100,00  | 1,34 | 6 / 19   | Estável |
|                         | Cidadãos por Coimbra           | 2 714  | 16,14 / 100,00  | Novo | 3 / 19   | Novo    |
|                         | Coligação Democrática Unitária | 2 147  | 12,77 / 100,00  | 2,97 | 3 / 19   | 1       |
|                         | CDS – Partido Popular          | 801    | 4,76 / 100,00   | -    | 1 / 19   | -       |
| Votos Inválidos         | Votos Inválidos                | 1 645  | 9,78 / 100,00   | 5,16 |          |         |
| Total                   | Total                          | 16 813 | 100,00 / 100,00 |      | 19 / 19  |         |
| Eleitorado/Participação | Eleitorado/Participação        | 34 987 | 48,05 / 100,00  | 4,43 |          |         |

#### São João do Campo
| Partido                 | Partido                        | Votos | %               | +/-  | Mandatos | +/-     |
| ----------------------- | ------------------------------ | ----- | --------------- | ---- | -------- | ------- |
|                         | Coligação Democrática Unitária | 452   | 46,22 / 100,00  | 5,07 | 5 / 9    | Estável |
|                         | Partido Socialista             | 327   | 33,44 / 100,00  | 0,90 | 3 / 9    | Estável |
|                         | PSD-PPM-MPT                    | 129   | 13,19 / 100,00  | Novo | 1 / 9    | Novo    |
|                         | CDS – Partido Popular          | 25    | 2,56 / 100,00   | -    | 0 / 9    | -       |
| Votos Inválidos         | Votos Inválidos                | 45    | 4,60 / 100,00   | 1,84 |          |         |
| Total                   | Total                          | 978   | 100,00 / 100,00 |      | 9 / 9    |         |
| Eleitorado/Participação | Eleitorado/Participação        | 1 874 | 52,19 / 100,00  | 4,83 |          |         |

#### São Martinho da Árvore e Lamarosa
| Partido                 | Partido                        | Votos | %               | Mandatos |
| ----------------------- | ------------------------------ | ----- | --------------- | -------- |
|                         | Partido Socialista             | 765   | 44,84 / 100,00  | 5 / 9    |
|                         | PSD-PPM-MPT                    | 745   | 43,67 / 100,00  | 4 / 9    |
|                         | Coligação Democrática Unitária | 86    | 5,04 / 100,00   | 0 / 9    |
|                         | CDS – Partido Popular          | 25    | 1,47 / 100,00   | 0 / 9    |
| Votos Inválidos         | Votos Inválidos                | 85    | 4,98 / 100,00   |          |
| Total                   | Total                          | 1 706 | 100,00 / 100,00 | 9 / 9    |
| Eleitorado/Participação | Eleitorado/Participação        | 2 773 | 61,52 / 100,00  |          |

#### São Martinho do Bispo e Ribeira de Frades
| Partido                 | Partido                        | Votos  | %               | Mandatos |
| ----------------------- | ------------------------------ | ------ | --------------- | -------- |
|                         | Partido Socialista             | 2 794  | 41,01 / 100,00  | 6 / 13   |
|                         | PSD-PPM-MPT                    | 2 065  | 30,31 / 100,00  | 5 / 13   |
|                         | Coligação Democrática Unitária | 644    | 9,45 / 100,00   | 1 / 13   |
|                         | Cidadãos por Coimbra           | 605    | 8,88 / 100,00   | 1 / 13   |
|                         | CDS – Partido Popular          | 169    | 2,48 / 100,00   | 0 / 13   |
| Votos Inválidos         | Votos Inválidos                | 536    | 7,87 / 100,00   |          |
| Total                   | Total                          | 6 813  | 100,00 / 100,00 | 13 / 13  |
| Eleitorado/Participação | Eleitorado/Participação        | 14 112 | 48,28 / 100,00  |          |

#### São Silvestre
| Partido                 | Partido                        | Votos | %               | +/-   | Mandatos | +/-  |
| ----------------------- | ------------------------------ | ----- | --------------- | ----- | -------- | ---- |
|                         | Partido Socialista             | 733   | 49,19 / 100,00  | 4,95  | 5 / 9    | 1    |
|                         | PSD-PPM-MPT                    | 476   | 31,95 / 100,00  | Novo  | 3 / 9    | Novo |
|                         | Coligação Democrática Unitária | 167   | 11,21 / 100,00  | 3,74  | 1 / 9    | 1    |
|                         | CDS – Partido Popular          | 26    | 1,74 / 100,00   | -     | 0 / 9    | -    |
| Votos Inválidos         | Votos Inválidos                | 88    | 5,90 / 100,00   | 3,29  |          |      |
| Total                   | Total                          | 1 490 | 100,00 / 100,00 |       | 9 / 9    |      |
| Eleitorado/Participação | Eleitorado/Participação        | 2 689 | 55,41 / 100,00  | 10,81 |          |      |

#### Sé Nova, Santa Cruz, Almedina e São Bartolomeu
| Partido                 | Partido                        | Votos  | %               | Mandatos |
| ----------------------- | ------------------------------ | ------ | --------------- | -------- |
|                         | PSD-PPM-MPT                    | 2 024  | 33,40 / 100,00  | 5 / 13   |
|                         | Partido Socialista             | 1 609  | 26,56 / 100,00  | 4 / 13   |
|                         | Coligação Democrática Unitária | 834    | 13,76 / 100,00  | 2 / 13   |
|                         | Cidadãos por Coimbra           | 776    | 12,81 / 100,00  | 2 / 13   |
|                         | CDS – Partido Popular          | 332    | 5,48 / 100,00   | 0 / 13   |
| Votos Inválidos         | Votos Inválidos                | 484    | 7,99 / 100,00   |          |
| Total                   | Total                          | 6 059  | 100,00 / 100,00 | 13 / 13  |
| Eleitorado/Participação | Eleitorado/Participação        | 13 664 | 44,34 / 100,00  |          |

#### Souselas e Botão
| Partido                 | Partido                        | Votos | %               | Mandatos |
| ----------------------- | ------------------------------ | ----- | --------------- | -------- |
|                         | Unidos por Souselas e Botão    | 777   | 32,11 / 100,00  | 3 / 9    |
|                         | PSD-PPM-MPT                    | 741   | 30,62 / 100,00  | 3 / 9    |
|                         | Partido Socialista             | 483   | 19,96 / 100,00  | 2 / 9    |
|                         | Coligação Democrática Unitária | 278   | 11,49 / 100,00  | 1 / 9    |
| Votos Inválidos         | Votos Inválidos                | 141   | 5,82 / 100,00   |          |
| Total                   | Total                          | 2 420 | 100,00 / 100,00 | 9 / 9    |
| Eleitorado/Participação | Eleitorado/Participação        | 4 346 | 55,68 / 100,00  |          |

#### Taveiro, Ameal e Arzila
| Partido                 | Partido                            | Votos | %               | Mandatos |
| ----------------------- | ---------------------------------- | ----- | --------------- | -------- |
|                         | Coligação Democrática Unitária     | 793   | 31,49 / 100,00  | 3 / 9    |
|                         | Movimento de Cidadãos Cândido 2013 | 551   | 21,88 / 100,00  | 2 / 9    |
|                         | PSD-PPM-MPT                        | 529   | 21,01 / 100,00  | 2 / 9    |
|                         | Partido Socialista                 | 489   | 19,42 / 100,00  | 2 / 9    |
| Votos Inválidos         | Votos Inválidos                    | 156   | 6,20 / 100,00   |          |
| Total                   | Total                              | 2 518 | 100,00 / 100,00 | 9 / 9    |
| Eleitorado/Participação | Eleitorado/Participação            | 3 726 | 67,58 / 100,00  |          |

#### Torres do Mondego
| Partido                 | Partido                        | Votos | %               | +/-  | Mandatos | +/-     |
| ----------------------- | ------------------------------ | ----- | --------------- | ---- | -------- | ------- |
|                         | Partido Socialista             | 420   | 36,02 / 100,00  | 4,03 | 4 / 9    | 1       |
|                         | Coligação Democrática Unitária | 412   | 35,33 / 100,00  | 1,36 | 3 / 9    | Estável |
|                         | PSD-PPM-MPT                    | 226   | 19,38 / 100,00  | Novo | 2 / 9    | Novo    |
|                         | CDS – Partido Popular          | 32    | 2,74 / 100,00   | -    | 0 / 9    | -       |
| Votos Inválidos         | Votos Inválidos                | 76    | 6,51 / 100,00   | 2,54 |          |         |
| Total                   | Total                          | 1 166 | 100,00 / 100,00 |      | 9 / 9    |         |
| Eleitorado/Participação | Eleitorado/Participação        | 2 114 | 55,16 / 100,00  | 9,60 |          |         |

#### Trouxemil e Torre de Vilela
| Partido                 | Partido                        | Votos | %               | Mandatos |
| ----------------------- | ------------------------------ | ----- | --------------- | -------- |
|                         | PSD-PPM-MPT                    | 793   | 43,03 / 100,00  | 5 / 9    |
|                         | Partido Socialista             | 445   | 24,15 / 100,00  | 3 / 9    |
|                         | Coligação Democrática Unitária | 244   | 13,24 / 100,00  | 1 / 9    |
|                         | Cidadãos por Coimbra           | 130   | 7,05 / 100,00   | 0 / 9    |
|                         | CDS – Partido Popular          | 101   | 5,48 / 100,00   | 0 / 9    |
| Votos Inválidos         | Votos Inválidos                | 130   | 7,05 / 100,00   |          |
| Total                   | Total                          | 1 843 | 100,00 / 100,00 | 9 / 9    |
| Eleitorado/Participação | Eleitorado/Participação        | 3 503 | 52,61 / 100,00  |          |

#### Juntas antes e depois das Eleições
| Freguesia                                 | 2009-2013   | 2009-2013                      | 2009-2013      | 2013-2017 | 2013-2017                      | 2013-2017      |
| ----------------------------------------- | ----------- | ------------------------------ | -------------- | --------- | ------------------------------ | -------------- |
| Almalaguês                                |             | PSD-CDS-PPM                    | 46,66 / 100,00 |           | Partido Socialista             | 33,11 / 100,00 |
| Antuzede e Vil de Matos                   | Não Existia | Não Existia                    | Não Existia    |           | Partido Socialista             | 67,44 / 100,00 |
| Assafarge e Antanhol                      | Não Existia | Não Existia                    | Não Existia    |           | PSD-PPM-MPT                    | 39,89 / 100,00 |
| Brasfemes                                 |             | Partido Socialista             | 60,83 / 100,00 |           | Partido Socialista             | 58,23 / 100,00 |
| Ceira                                     |             | PSD-CDS-PPM                    | 46,63 / 100,00 |           | Partido Socialista             | 37,47 / 100,00 |
| Cernache                                  |             | Coligação Democrática Unitária | 60,64 / 100,00 |           | Coligação Democrática Unitária | 57,36 / 100,00 |
| Coimbra                                   | Não Existia | Não Existia                    | Não Existia    |           | PSD-PPM-MPT                    | 33,40 / 100,00 |
| Eiras e São Paulo de Frades               | Não Existia | Não Existia                    | Não Existia    |           | Partido Socialista             | 28,61 / 100,00 |
| Santa Clara e Castelo Viegas              | Não Existia | Não Existia                    | Não Existia    |           | PSD-PPM-MPT                    | 28,80 / 100,00 |
| Santo António dos Olivais                 |             | PSD-CDS-PPM                    | 48,81 / 100,00 |           | PSD-PPM-MPT                    | 29,77 / 100,00 |
| São João do Campo                         |             | Coligação Democrática Unitária | 51,29 / 100,00 |           | Coligação Democrática Unitária | 46,22 / 100,00 |
| São Martinho de Árvore e Lamarosa         | Não Existia | Não Existia                    | Não Existia    |           | Partido Socialista             | 44,84 / 100,00 |
| São Martinho do Bispo e Ribeira de Frades | Não Existia | Não Existia                    | Não Existia    |           | Partido Socialista             | 41,01 / 100,00 |
| São Silvestre                             |             | Partido Socialista             | 54,14 / 100,00 |           | Partido Socialista             | 49,19 / 100,00 |
| Souselas e Botão                          | Não Existia | Não Existia                    | Não Existia    |           | Grupo de Cidadãos              | 32,11 / 100,00 |
| Taveiro, Ameal e Arzila                   | Não Existia | Não Existia                    | Não Existia    |           | Coligação Democrática Unitária | 31,49 / 100,00 |
| Torres do Mondego                         |             | Coligação Democrática Unitária | 33,97 / 100,00 |           | Partido Socialista             | 36,02 / 100,00 |
| Trouxemil e Torre de Vilela               | Não Existia | Não Existia                    | Não Existia    |           | PSD-PPM-MPT                    | 43,03 / 100,00 |